# Hornungia
Hornungia és un petit gènere de plantes amb flors dins la família brassicàcia. És originari de les terres fredes i temperades d'Euràsia. Són plantess anuals amb flors blanques. Anteriorment es considerava que el gènere tenia una sola espècie (H. petraea) Actualment inclou tres espècies que anteriorment havien estat incloses en altres els gèneres, incloent Hutchinsia i Pritzelago. Els gèneres i a vegades d'altres són tractats com sinònims.
Als Països Catalans es troben com autòctones les espècies:
- Hornungia alpina (Pritzelago alpina)- Hutquinsia alpina
- Hornungia petraea-Hornúngia

Altres espècies:
- Hornungia procumbens (sinònims Hutchinsia procumbens, Hymenolobus procumbens)